# Girl with Ball
Girl with Ball est un tableau du peintre américain Roy Lichtenstein réalisé en 1961. Cette huile sur toile représente une jeune femme brune en maillot de bain tenant à bout de bras au-dessus de sa tête, sur un fond jaune, un ballon de plage rouge et blanc.
L'œuvre, donnée par Philip Johnson, est conservée au Museum of Modern Art, à New York.

## Contexte
Girl with Ball est inspirée d'une publicité de 1961 pour le Mount Airy Lodge, un hotel et resort situé dans les monts Pocono. Cette publicité, qui a commencé à être distribuée en 1955, est largement diffusée dans la région du Grand New York et ailleurs, y compris dans plusieurs journaux importants tels que le The New York Times et le New York Daily News. La publicité était encore publiée dans les journaux plus de vingt ans après la réalisation de l’œuvre par Lichtenstein.
À l'automne 1961, un collègue enseignant à l'Université Rutgers, Allan Kaprow  fait les présentations entre Lichtenstein et le directeur de la galerie Leo Castelli, Ivan Karp (en). Roy Lichtenstein montre à Ivan Karp plusieurs tableaux, dont Girl with Ball, qui l'intrigue. Quelques semaines plus tard, Karp accepte de représenter Lichtenstein. Après avoir montré le tableau à Andy Warhol, il le vend en novembre à l'architecte Philip Johnson. Le tableau figure dans la critique de l'exposition de Roy Lichtenstein à la Castelli Gallery publiée par Newsweek en 1962. L'œuvre fait partie de l'exposition Pop! Goes the Easel d'avril 1963 au Contemporary Arts Museum Houston aux côtés de Brattata (1962) et Head-Red and Yellow (1962).

## Description
Réinterprétation d'une image publicitaire des années 1950 vantant les installations sportives d'un resort des monts Pocono, en Pennsylvanie, cette peinture s'en distingue par son emploi de couleurs primaires, en lieu et place du noir et blanc, mais également par un cadrage plus serré qui substitue un portrait en buste à une représentation en pied. En outre, une ligne irrégulière en bas de la composition suggère que la protagoniste est désormais dans l'eau et que le jeu auquel elle prend part fait donc partie d'une baignade.
Roy Lichtenstein a utilisé une version picturale des techniques de comic strip pour créer sa propre interprétation du sujet d'une photographie nostalgique, ce qui a donné lieu à une œuvre d'art simplifiée ayant son propre intérêt. Il a réalisé l'œuvre en utilisant des points Ben-Day de couleurs primaires. Le procédé est décrit comme exagérant les « limites de la reproduction mécanique » pour dépouiller la photographie de son éclat dans une forme saisissante et intense. En 1961, cette peinture était révolutionnaire. Les traits du visage, tels que le nez et la bouche, sont représentés à l'aide d'une « sténographie commerciale ».
Son processus de remaniement de l'œuvre d'art originale est décrit comme une « abstraction par soustraction », dans laquelle toutes les particularités de l'original sont réduites à de simples éléments graphiques. Roy Lichtenstein modifie la position plane du sujet de l'image pour la positionner « plus près du plan de l'image ». Il a dessiné l'image plus déformée que ce que l'on pourrait attendre d'un caricaturiste en augmentant et en se concentrant sur sa bidimensionnalité.

## Réception critique
L'image et la technique ont été considérées comme sans intérêt artistique. Cependant, la peinture présente une allusion à la technologie de l'imprimerie, avec ses points Ben-Day, et à l'histoire de l'art, avec ses « formes Art Nouveau ». Bien que « grossière et simpliste », l'œuvre fait preuve de sensibilité artistique.
Diane Waldman décrit l'œuvre Girl with Ball comme « remarquable » par la manière simple et audacieuse dont elle présente une atmosphère de vacances. Elle note qu'elle « rappelle la baigneuse s'ébattant dans l'une des peintures de Picasso : Baigneuses jouant au ballon » datant de 1928, en particulier dans la façon dont Lichtenstein a réduit la représentation et la façon dont il dépeint le mouvement.
La figure féminine de la publicité, de type Betty Grable, était une silhouette à la mode que Lichtenstein a utilisée pour une valeur symbolique qui la place aux côtés de « figures féminines iconoclastes, dont l'Olympia d'Édouard Manet, Les Demoiselles d'Avignon de Pablo Picasso et Woman III de Willem de Kooning ».